# Сент-Міррен
«Сент-Міррен» (шотл. St. Mirren Fitbaw Club) — професійний шотландський футбольний клуб з міста Пейслі. Виступає у Шотландському прем'єршипі. Домашні матчі проводить на стадіоні «Нью Сент-Міррен Парк», який вміщує 8 023 глядачі.

## Історія
Спортивний клуб «Сент-Міррен» був утворений в місті Пейслі в другій половині ХІХ століття. До нього увійшли гравці в крикет, регбі та футбол. Але зі зростанням популярності футболу в кінці ХІХ століття «Сент-Міррен» віддали пріоритет футболу, і в 1877 році були офіційно оформлені як «Футбольний клуб "Сент-Міррен"». Назву свою вони отримали на честь Святого Мірина, покровителя міста Пейслі.
Свій перший матч «Сент-Міррен» провів 6 жовтня 1877 року, перемігши команду «Джонстон Британія» 1:0. У 1881 році команда досягла свого першого фіналу «Кубка Ренфрюшір» (програли 1:3 команді «Торнлібанк»). У 1883 році вони вперше виграли цей турнір (3:1 проти «Торнлібанк»).
У 1890 році «Сент-Міррен» і інший клуб з Пейслі «Аберкорн» були одними із засновників Шотландської футбольної ліги (на сьогоднішній день залишилося 5 діючих клубів-засновників).
У 1908 році вони вперше грали у фіналі Кубка Шотландії, але зазнали поразки 5:1 від «Селтіка». Пізніше вони вигравали трофей в 1926, 1959 і 1987 роках.
У 1922 році «Сент-Міррен» були запрошені грати в турнірі Barcelona Cup, домашньому турнірі клубу «Барселона». Вони виграли турнір, перемігши «Ноттс Каунті» у фіналі.
З 1974 по 1978 роки головним тренером «Сент-Міррен» був Алекс Фергюсон, протягом яких команда піднялася з нижньої частини Другого дивізіону Футбольної ліги Шотландії до чемпіонства в Першому дивізіоні в 1977 році. Фергюсон виявив і розкрив талант таких гравців, як Біллі Старк, Тоні Фіцпатрік, Лекс Річардсон, Френк Макгарві і Боббі Рід, а його команда демонструвала привабливий атакуючий футбол. «Сент-Міррен» є єдиним клубом, який звільнив Фергюсона з тренерського поста.
У сезоні 1979—80, «Сент-Міррен» досягла найвищого для себе, третього, місця в Шотландському чемпіонаті, поступившись лише «Абердіну» і «Селтіку». У тому ж сезоні команда стала останнім шотландським клубом, який виграв Англо-шотландський Кубок. У наступному сезоні «Сент-Міррен» вперше брав участь в Кубку УЄФА (програли французькому «Сент-Етьєну» у другому раунді).
Клуб вилетів з шотландської Прем'єр-Ліги у сезоні 2000—01 і повернувся до неї у 2005—06. У 2010 році вони вийшли у фінал Кубка Шотландської ліги, де зазнали поразки 0:1 від «Рейнджерс».

## Досягнення
- Чемпіонат Шотландії:
  - Бронзовий призер (2): 1892-93, 1979-80
- Кубок Шотландії:
  - Володар (3): 1925-26, 1958-59, 1986-87
  - Фіналіст (3): 1907-08, 1933-34, 1961-62
- Кубок шотландської ліги:
  - Володар (1): 2012-13